# Adenomera saci
Adenomera saci, mais conhecida como rãzinha saci, é uma espécie de anfíbio da família Leptodactylidae.
Endêmica do Brasil, pode ser encontrada na região da Chapada dos Veadeiros no município de Alto Paraíso de Goiás, estado de Goiás. Em 2015, foi encontrada pela primeira vez no Maranhão, no Parque Estadual do Mirador.
Foi descrita pela primeira vez em 2013, como parte de um complexo de espécies crípticas. Antes de sua descrição, era frequentemente descrito como Adenomera martinezi. Essas espécies se distinguem pelo padrão de vocalização, que em A. saci se parece com um assovio.
O comprimento do corpo varia entre 19,7 e 22,6 milímetros em machos. Na região dorsal, possui quatro a seis manchas dispostas de maneira simétrica. Seu focinho é moderadamente alongado e pontiagudo.
Tem comportamento ativo durante a noite, mas durante a estação reprodutiva, que ocorre de outubro a março, os machos também podem vocalizar durante o dia.
É encontrado em campos rupestres acima de 1000 metros de altitude, em locais com solo arenoso e alagadiço.